# ДМЦ (гурт)
ДМЦ (ДорогиМеняютЦвет) — українська російськомовна альтернативна рок-група, утворена в 2002 році у Полтаві.

## Історія групи

### Формування і ранні роки (2002–2007)
Формування ДМЦ почалося після того, як Гречаник Андрій і Старостенко Сергій вивчивши декілька пісень виступили на Черкаському фестивалі авторської музики, де, до свого здивування, творчий дует був нагороджений призом глядацьких симпатій і масою подарунків.
Все це послужило величезним позитивним стимулом у формуванні і розвитку ДМЦ. Після такого успіху до групи приєднується Гулій Артем (гітара) і Петрушко Богдан (духові і етно- інструменти).
Група починає активно формувати свій первинний репертуар, експериментувати з різними напрямами і гастролювати по фестивалях авторської музики. В основі стилістики групи домінує фолк-рок. В перебігу декількох років група ставала лауреатами і призерами безлічі фестивалів. Після чого група вирішує розширити склад.
До групи приєднується барабанщик Петрін Женя, пізніше Лоза Віталік. І зрештою в групу приходить чудовий барабанщик Братанов Андрій, який став справжньою знахідкою для групи. Величезний внесок в групу зробила скрипачка Марія Акініна (1990–2008 рр.), яка трагічно загинула 7 грудня 2008 р.
З тих пір група змінила безліч назв перш ніж стати ДМЦ. Незабаром група вирішила зануритися в життя професійних музикантів. Вони змінили назву на ДМЦ і почали виступати в рок-клубах, в основному в клубах Східної України. На сьогоднішній день група грає прогресивний і альтернативний рок.

### Перші перемоги
Після декількох років формування столичної фан-бази, ДМЦ відіграли свої перші концерти в Харкові і Києві. Визнання публіки довелося чекати не довго. В 2005 група виступає на розігріванні груп Ляпіс Трубецкой, Mad Heads XL, OtVinta, Друга Ріка, ТНМК, Гайдамаки, Табула Раса, НеДіля, Кому Вниz, Арахнофобія, Плач Єремії, САД, мега-проекту Гоші Куценка групи «Anatomy Soul» та ін.
У 2006 році групу запрошують виступити на розігріванні мега-групи Океан Ельзи перед 16 тис. аудиторією. В цьому ж році вони — переможці регіонального відбіркового туру всеукраїнського, міжнародного багаторівневого фестивалю «GLOBAL BATTLE BANDS» — 2006, а також група бере участь у Всеукраїнській Національній премії «Ukrainian
Rock Awards» і стають переможцями в номінації «Найкраща фолк-рок група України-2006» виступають хедлайнерами Сорочинського ярмарок.
У 2008 році починається студійна робота над першим альбомом, паралельно багато треків групи виходять в збірках по країні.
Січень 2009 рік — офіційний реліз альбому, після чого група їде в тур по містах України, в якому вона привернула увагу публіки своєю невичерпною енергією, харизмою, загадковістю, агресивністю, яка плавно переходила в мелодійний інструментал. Реліз привернув увагу преси і громадськості.
Всупереч успіху і присутності характеру, багато рекорд-компаній відмовлялися підтримати ДМЦ, музичні критики були стурбовані тим, що їх звучання сильно нагадує динозаврів російського року, хоча група має свій індивідуальний характер після чого були переглянуті основні і розроблені нові концепти звучання. Не зважаючи на всі негаразди, альбом все ж був виданий.
У квітні 2011 року група випустила інтернет-сингл «Весна мозга», записаний на московській студії «Air Records».

### Скандал з Українським прапором у Москві
Під час виступу гурту у Москві у жовтні 2014 його соліст попрохав прибрати український прапор і зробив заяву, що готовий витерти ним ноги.. Згодом пояснював це «бажанням ворогів його обмовити» та іншими причинами.

## Склад гурту
- Гречаник Андрій — вокал.
- Шашкін Максим — бас.
- Братанов Андрій — барабани і перкусія.
- Олешко Олексій — клавіші.
- Єфанов Олександр — гітара.
- Резнік Богдан — гітара.

Гречаник Андрій — творчий лідер групи і автор всіх пісень, в деяких піснях учасники групи виступають співавторами. Після релізу першого альбому «Все по… (Фрейду)» на живих виступах групи з'явився Холодний Ігор (гітара). Покинув групу Петрушко Богдан (духові інструменти). Ще раніш бенд покинув гітарист Артем Гулій.

## Основні концерти, виступи, нагороди
- Фестиваль «Срібні струни» (Черкаси), 2002 (лауреати)
- Фестиваль «Острова» (Кременчук), 2002 (лауреати)
- Всеукраїнський фестиваль «Байда» (Запоріжжя), 2002 (лауреати)
- Всеукраїнський фестиваль «Есхар» (Харків), 2002 (лауреати)
- 17-ий і 18-ий фестивалі ім. Артура Грігоряна (Ялта), 2003, 2004 (лауреати)
- Фестиваль «Автограф» (Полтава), 2002, 2003, 2004 (гран-прі, лауреати)
- Всеукраїнський рок-фестиваль «Маzепа-FEST» (Полтава), 2003, 2005, 2006, 2007, 2008, 2009
- Молодіжний фестиваль "Рок-удар (Полтава), 2003, 2004, 2005, 2006, 2007, 2008, 2009
- Молодіжний фестиваль «ExTrim Fest» (Полтава), 2005 (лауреати)
- Молодіжний фестиваль «ExTrim Fest» (Кременчук), 2005 (лауреати)
- Харківський Всеукраїнський фестиваль «Музичний острів», 2005, 2006
- Перший міжнародний фестиваль «Молодіжна столиця», 2005
- Міжнародний молодіжний фестиваль «Гніздо», 2005
- телепроєкт «Рок зірка» від Студії «HotJamRecords» і ТО «Меломанія» 2006
- Переможці регіонального відбіркового туру всеукраїнського, міжнародного, многоуровнего фестивалю «GLOBAL BATTLE BANDS» — 2006 Учасники Національного Фіналу «GBOB»-2006 в замку «Паланок» (р. Мукачево)
- Перший Міжнародний МОТО-рок-Фестиваль (Світловодське) — 2007
- Національний Сорочинський ярмарок — 2007,2009 (Головна сцена, хедлайнери)
- Фіналісти конкурсу молодих груп на рок-фестивалі «Чайка Open Air-10»
- Учасники відбіркового туру Underground Act року RAMP 2008
- Учасники конкурсу ремейков на пісні групи «Наутилус Помпилиус», трек на пісню «ЧУГАДА» потрапив в десятку найкращих
- Переможці Djuice-фестиваля, зима-2008
- Рекордсмени Zачёта (теле проект, Київ) група ДМЦ
- Учасники Djuice Music Drive ТУРУ — 2009

## Дискографія

### 2009— Все по…
1. Спи до утра

2. Вчерашние герои

3. Мой героин

4. Когда поэт

5. Пусть все останется как есть

6. Глубокой осенью

7. Море

8. Все по Фрейду

9. Конвой

10. По дороге в небо

11. А на улице мороз

12. Массандра

13. Notre-Dame de Paris

## Сингли
- 2013 — «Как ты там?»